# Waimangaroa (fleuve)

Le fleuve Waimangaroa  (en anglais : Waimangaroa River) est  un cours d’eau situé dans la région de la  West Coast dans l’Île du Sud de la Nouvelle-Zélande.

## Géographie
Le fleuve passe à travers des zones de tussock,  de scrub et de forêts avant de se déverser dans « Karamea Bight » dans la mer de Tasman.  Elle passe aussi à travers  la ville de   Waimangaroa et est traversé par  la branche du chemin de fer de la   Branche de Ngakawau, avec le pont ferroviaire mis en service en 1877.  Cette année là, la  Conns Creek Branch ouvrit avec un embranchement qui suivait étroitement la berge sud de la rivière vers l’est à partir de Waimangaroa  au pied du funiculaire de  ‘Denniston Incline’ qui ferma en 1967.